# 梁玉心
梁玉心，FRCP（1958/1959年），新加坡外科医生，新加坡国家传染病中心执行主任，负责研究新型传染病，曾应对尼帕病毒、SARS病毒和2019冠状病毒病疫情。2020年入选英国广播公司巾帼百名。

## 生平
梁玉心祖籍海南，在新加坡的海南村长大，本科毕业于新加坡国立大学，1989年获医学硕士学位，之后到陈笃生医院担任注册专科医师。初任医生的梁玉心对免疫学感兴趣，在碰到传染病专家大卫·艾伦（David Allen）后，她开始将焦点转移到传染病学，属于新加坡最早接受传染病学训练的一批医生 。
1992年，梁玉心到洛杉矶担任临床研究员，一半工作是在研究HIV病例。之后她回到新加坡，带头成立该国首个HIV项目和患者护理中心。1999年，新加坡遭遇立百病毒疫情，梁玉心参与疫情防控工作。
2002年，她出任新加坡国家传染病中心高级顾问，负责应对SARS病毒、中东呼吸系统综合症、甲型流感病毒H7N9亞型和登革热和2019冠状病毒病疫情。2019冠状病毒病疫情期间，新加坡媒体声称梁玉心建议无呼吸道传染病症状的民众不佩戴口罩。
2021年5月，梁玉心在二十国集团和欧盟委员会共同主办的全球健康高峰论坛（Global Health Summit）中担任高级科学研讨小组（High Level Scientific Panel）主席。

## 个人生活
梁玉心的丈夫是生物技术专家，两人有三个孩子。

## 奖项与荣誉
- 2014年：红丝带奖[8]
- 2016年：新加坡国家医疗保健集团（英语：National Healthcare Group）杰出高级临床医师奖[4]
- 2020年：财富杂志世界领袖[9]
- 2020年：英国广播公司巾帼百名[10]

## 部分著作
- Muthuri, Stella G; Venkatesan, Sudhir; Myles, Puja R; Leonardi-Bee, Jo; Al Khuwaitir, Tarig S A; Al Mamun, Adbullah; Anovadiya, Ashish P; Azziz-Baumgartner, Eduardo; Báez, Clarisa; Bassetti, Matteo; Beovic, Bojana. . The Lancet Respiratory Medicine. 2014-05-01, 2 (5): 395–404  [2021-06-26]. ISSN 2213-2600. doi:10.1016/S2213-2600(14)70041-4. hdl:10072/67773 . （原始内容存档于2018-01-30） （英语）.
- Young, Barnaby Edward; Ong, Sean Wei Xiang; Kalimuddin, Shirin; Low, Jenny G.; Tan, Seow Yen; Loh, Jiashen; Ng, Oon-Tek; Marimuthu, Kalisvar; Ang, Li Wei; Mak, Tze Minn; Lau, Sok Kiang. . JAMA. 2020-04-21, 323 (15): 1488. ISSN 0098-7484. PMC 7054855 . PMID 32125362. doi:10.1001/jama.2020.3204 （英语）.
- Hsu, Li-Yang; Lee, Cheng-Chuan; Green, Justin A.; Ang, Brenda; Paton, Nicholas I.; Lee, Lawrence; Villacian, Jorge S.; Lim, Poh-Lian; Earnest, Arul; Leo, Yee-Sin. . Emerging Infectious Diseases. 2003, 9 (6): 713–717  [2021-06-26]. ISSN 1080-6040. PMC 3000162 . PMID 12781012. doi:10.3201/eid0906.030264. （原始内容存档于2012-10-03）.